# ألفريدو بيتروني
ألفريدو بيتروني (بالإسبانية: Alfredo Petrone)‏ (مواليد 26 نوفمبر 1918) هو ملاكم أوروغواياني، مثّل بلاده في الألعاب الأولمبية الصيفية 1936.

## روابط خارجية
ألفريدو بيتروني على موقع أوليمبيديا (الإنجليزية)